# Mesjid Bdh
Mesjid Bdh is een bestuurslaag in het regentschap Aceh Tamiang van de provincie Atjeh, Indonesië. Mesjid Bdh telt 262 inwoners (volkstelling 2010).